# Кристалічний фіолетовий
Кристалічний фіолетовий (N, N,N′,N′,N′′,N′′-гексаметилпарарозанілін хлорид) — органічна сполука, основний трифенілметановий барвник з хімічною формулою {\displaystyle {\ce {C25H30N3Cl}}}, одна з форм метилового фіолетового. Має вигляд блискучих зелених кристалів, застосовується як кислотно-основний індикатор і для різних забарвлень препаратів у біології.
Синоніми: метиловий фіолетовий 10B, гексаметиловий фіолетовий, кристалвіолет, C. I. 42555.

## Властивості
Зелені кристали з бронзовим блиском, у безводній формі мають синюватий полиск. Молярна маса становить 407,99 г/моль. Розкладається за температури 215 °C. Добре розчинний у спирті, розчинний у хлороформі та гліцерині, погано розчинний у воді, нерозчинний в ефірі . Водні розчини мають фіолетовий колір, при додаванні соляної кислоти знебарвлюються. Додавання їдкого натру до розчину барвника викликає випадання фіолетового осаду.
Утворює кристалогідрат складу {\displaystyle {\ce {C25H30N3Cl\cdot 9H2O}}}, що має молярну масу 570,12 г/моль.

## Отримання
Синтезують із диметиланіліну та кетону Міхлера з оксихлоридом фосфору. У процесі реакції утворюється проміжна основа барвника:
{\displaystyle {\ce {+}}}{\displaystyle {\ce {->}}}
Основу відокремлюють від початкових реагентів, підлужують і кип'ятять кілька разів у слабкому розчині хлоридної кислоти до розчинення, потім із розчинів осаджують хлоридом натрію:
 {\displaystyle {\ce {->[+{\ce {HCl}}][-{\ce {H2O}}]}}}
Загальний час лабораторного отримання та очищення складає близько двох днів із виходом 67—81 %.

## Застосування

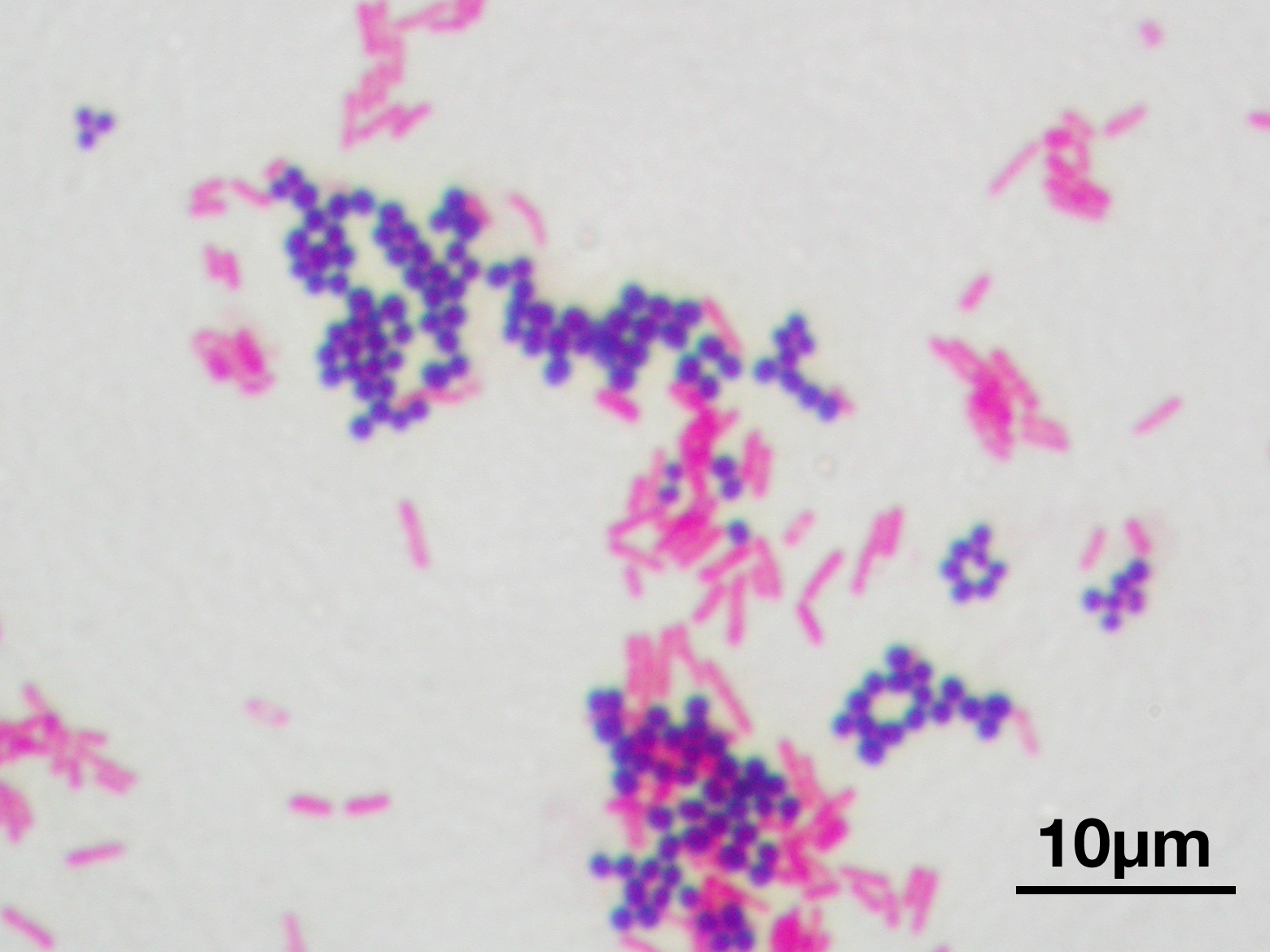
Фарбування за Грамом, фіолетовим пофарбовано грампозитивні коки Staphylococcus aureus

У бактеріології застосовують в методі фарбування за Грамом для виявлення грамопозитивних бактерій, також використовують у інших методиках фарбування, наприклад у складі розчину Ніссера, що фарбує дифтерійні палички і в барвнику Вейгерта, що застосовується в гістології для фарбування еластичних тканин.
В аналітичній хімії застосовують як кислотно-основний індикатор. Розчин змінює своє забарвлення із зеленого на синє в діапазоні pH 0,8—2,6. Також використовується як титриметричний реактив для визначення вольфраму, ртуті, цинку та кольорових реакцій на іони кадмію, стибію, талію, золота та інших елементів, що утворюють комплекси з барвником.
Похідним кристалічного фіолетового є барвник метиловий зелений.